# Polydistoma
Polydistoma is een geslacht uit de familie Holozoidae en de orde Aplousobranchia uit de klasse der zakpijpen (Ascidiacea).

## Soorten
- Polydistoma azorensis Monniot F., 2003
- Polydistoma fungiforme Kott, 1990
- Polydistoma longitube (Kott, 1957)
- Polydistoma oculeum Monniot F. & Monniot C., 2001